# Retrodispersión
La retrodispersión o retrorreflexión es un fenómeno físico en el cual las ondas que inciden en un material en un ángulo determinado son reflejadas en el mismo ángulo, volviendo a la fuente que las produjo. Dicho de otra forma, la trayectoria del haz incidente coincide con la del haz reflejado. Normalmente es acompañada de la reflexión especular o directa, y por la transmisión o refracción de una parte de la onda. Los dispositivos técnicos que se utilizan para lograr este efecto se denominan retrorreflectores. 

## Retrorreflexión de ondas en los materiales
La retrorreflexión puede ser inducida por dispositivos expresamente creados con ese fin, pero esta también se puede dar naturalmente en diferentes medios materiales. Algunos ejemplos de esta dispersión son:
- Reflexión difusa por partículas grandes (Difusión de Mie).
- Colisiones inelásticas entre ondas electromagnéticas en medios materiales (Difusión de Brillouin y difusión por Efecto Raman).
- Colisiones elásticas de iones acelerados en medios materiales (dispersión de Rutherford).
- Difracción de Bragg, espectroscopía de rayos X, espectroscopía de neutrones.
- Dispersión de Compton.